# Птичье (Шумихинский район)
Пти́чье — село в Шумихинском районе Курганской области. Административный центр Птичанского сельсовета.

## История
Первые сведения об основании села Птичьего встречаются у П. С. Палласа, совершавшего в 1770 году путешествие по территории современных Челябинской и Курганской областей, он отметил в своих заметках: «В сей деревне живёт 40 семей, которые за 19 лет переселились из Карасевского форпоста и за 6 лет возвели здесь церковь, а 12 лет тому назад как они потерпели набег от кочующих киргизов». Исходя из сведений Палласа, датой основания можно считать 1751 г. В этом году 40 семей поселились на новых землях, но переехали они не из Карасевского форпоста, а из Карачельского, в то время не существовало Карасевского. Карачельский форпост был основан в 1743 г. Эту погрешность в названии форпоста можно объяснить или ошибкой при записи, или ошибкой при наборе книги Палласа.
Вторая точка зрения по этому вопросу принадлежит А. Невзорову, который в конце 19 века писал свои заметки о селе. В своих записях он ставит под сомнение дату основания села и название форпоста, из которого переселились первые жители села. Невзоров опирается на рассказы старожилов, которые утверждали, что село было основано в 1593—1597 гг. Он пишет: «Возможно, Паллас не думал указать точную дату основания села Птичьего, а хотел лишь отметить, что 19 лет назад перед его приездом 40 семей переехали из Карачельского форпоста и поселились в уже существовавшие деревни». Также утверждает, что Карасевского не было, а был лишь Карачельский форпост.
Село Птичье, согласно народным преданиям, было одним из тех ранних поселений в пределах Оренбургской губернии, которые ведут своё начало с 1584 г. С этого времени в Оренбургский край начались переселения, особенно из Казанской, Симбирской и Пермской земель в так называемые «Сибирские слободы», которые в 1621 году были присоединены к Тобольской епархии и губернии. Но слободы Челябинского уезда принадлежали Исетской провинции и нет оснований предполагать, что Птичье было одной из этих слобод. Вероятней всего, что Птичье приписана к Карачельской слободе.
До 1917 года центр Птиченской волости Челябинского уезда Оренбургской губернии. По данным на 1926 год состояло из 640 хозяйств. В административном отношении являлось центром Птиченского сельсовета Шумихинского района Челябинского округа Уральской области.

## Население
| 1989 | 2002 | 2010 |
| ---- | ---- | ---- |
| 1009 | ↘804 | ↘624 |

По данным переписи 1926 года в селе проживало 2799 человек (1278 мужчин и 1521 женщина), в том числе: русские составляли 99 % населения.

## Транспорт
Через село проходит автомобильная дорога Шумиха—Усть-Уйское.

## Общество
- Птичанская средняя общеобразовательная школа

## Культура и искусство
- Дом культуры (ДК)